# Persone di cognome Charles
| Questa pagina contiene informazioni ricavate automaticamente dalle voci biografiche con l'ausilio del template Bio e di un bot. L'aggiornamento è periodico e automatico e ricostruisce completamente la pagina. Se manca una persona in questa lista, sei pregato di non aggiungerla, ma accertati piuttosto che la sua voce biografica contenga il template Bio e che i dati anagrafici siano correttamente compilati. Se il template Bio manca, inseriscilo tu stesso o, in alternativa, metti l'avviso {{tmp\|Bio}} che ne segnala la mancanza. Se i dati riportati sono sbagliati, correggi direttamente la voce biografica; le modifiche saranno visibili in questa lista entro pochi giorni. Per chiarimenti vedi il progetto antroponimi. La lista contiene solo le 65 persone che sono citate nell'enciclopedia e per le quali è stato implementato correttamente il template Bio. Pagina aggiornata al 23 lug 2025. |

Questa è una lista di persone presenti nell'enciclopedia che hanno il cognome Charles, suddivise per attività principale.

## Allenatori di calcio(3)
- Clive Charles, allenatore di calcio e calciatore inglese (Barking, n. 1951 - Portland, † 2003)
- Gary Charles, allenatore di calcio e ex calciatore inglese (Newham, n. 1970)
- Hutson Charles, allenatore di calcio e ex calciatore trinidadiano (n. 1965)

## Attori(5)
- Gaius Charles, attore statunitense (New York, n. 1983)
- Howard Charles, attore britannico (Londra, n. 1983)
- Josh Charles, attore statunitense (Baltimora, n. 1971)
- Lewis Charles, attore statunitense (New York, n. 1920 - Los Angeles, † 1979)
- Max Charles, attore e doppiatore statunitense (Dayton, n. 2003)

## Attrici(4)
- Annette Charles, attrice statunitense (Los Angeles, n. 1948 - Los Angeles, † 2011)
- Gloria Charles, attrice statunitense (n. 1955)
- Jeannette Charles, attrice britannica (Londra, n. 1927 - Great Baddow, † 2024)
- Maria Charles, attrice britannica (Londra, n. 1929 - † 2023)

## Attrici pornografiche(1)
- Adriana Chechik, attrice pornografica statunitense (Downingtown, n. 1991)

## Baritoni(1)
- Walter Charles, baritono e attore statunitense (East Stroudsburg, n. 1945 - † 2023)

## Biblisti(1)
- Robert Henry Charles, biblista e teologo inglese (n. 1855 - † 1931)

## Calciatori(13)
- Ashley Charles, calciatore grenadino (Watford, n. 1999)
- David Atiba Charles, ex calciatore trinidadiano (Point Fortin, n. 1977)
- Davidson Charles, ex calciatore haitiano (Cabaret, n. 1983)
- Dion Charles, calciatore nordirlandese (Preston, n. 1995)
- Elliott Charles, ex calciatore grenadino (Londra, n. 1990)
- Errion Charles, ex calciatore britannico (Saint Vincent, n. 1965)
- Jamal Charles, calciatore grenadino (n. 1995)
- John Charles, calciatore, allenatore di calcio e cantante gallese (Swansea, n. 1931 - Wakefield, † 2004)
- Josh Charles, calciatore grenadino (n. 1990)
- Mel Charles, calciatore gallese (Swansea, n. 1935 - † 2016)
- Pierce Charles, calciatore nordirlandese (Manchester, n. 2005)
- Ricky Charles, ex calciatore grenadino (Saint George's, n. 1975)
- Shea Charles, calciatore nordirlandese (Manchester, n. 2003)

## Calciatrici(1)
- Niamh Charles, calciatrice inglese (Wirral, n. 1999)

## Cantanti(4)
- King Charles, cantante e musicista britannico (Londra, n. 1985)
- Tina Charles, cantante britannica (Londra, n. 1954)
- Billy Ocean, cantante trinidadiano (Fyzabad, n. 1950)
- RuPaul, cantante, attore e personaggio televisivo statunitense (San Diego, n. 1960)

## Cantautrici(1)
- Tanika Charles, cantautrice canadese (Toronto, n. 1987)

## Cestiste(3)
- Daedra Charles, cestista e allenatrice di pallacanestro statunitense (Detroit, n. 1968 - Detroit, † 2018)
- Kaila Charles, cestista statunitense (Glenn Dale, n. 1998)
- Tina Charles, cestista statunitense (New York, n. 1988)

## Cestisti(4)
- Ken Charles, ex cestista e allenatore di pallacanestro trinidadiano (n. 1951)
- Lorenzo Charles, cestista e allenatore di pallacanestro statunitense (Brooklyn, n. 1963 - Raleigh, † 2011)
- Ron Charles, cestista statunitense (Brooklyn, n. 1959 - Atlanta, † 2024)
- Sylvester Charles, ex cestista americo-verginiano (Saint Thomas, n. 1962)

## Fotografe(1)
- Lallie Charles, fotografa britannica (Irlanda, n. 1869 - Londra, † 1919)

## Giocatori di calcio a 5(1)
- Henry Charles, ex giocatore di calcio a 5 zimbabwese (n. 1966)

## Giocatori di football americano(3)
- Jamaal Charles, ex giocatore di football americano statunitense (Port Arthur, n. 1986)
- Orson Charles, giocatore di football americano statunitense (Tampa, n. 1991)
- Saahdiq Charles, giocatore di football americano statunitense (Jackson, n. 1999)

## Militari(1)
- Hippolyte Charles, militare francese (Romans-sur-Isère, n. 1773 - Peyrins, † 1837)

## Modelle(2)
- Benazir Charles, modella olandese (Kralendijk, n. 1992)
- Suzette Charles, modella statunitense (Mays Landing, n. 1963)

## Musicisti(1)
- Teddy Charles, musicista e compositore statunitense (Chicopee, n. 1928 - Riverhead, † 2012)

## Pattinatrici di short track(1)
- Alyson Charles, pattinatrice di short track canadese (Montréal, n. 1998)

## Politiche(1)
- Eugenia Charles, politica dominicense (Pointe Michel, n. 1919 - Fort-de-France, † 2005)

## Politici(1)
- Errol Charles, politico santaluciano (Castries, n. 1942)

## Presbiteri(1)
- Pierre Charles, presbitero, filosofo e teologo belga (Schaerbeek, n. 1883 - Lovanio, † 1954)

## Produttori cinematografici(1)
- Benjamin Lemaire, produttore cinematografico, sceneggiatore e regista francese (Sedan, n. 1985)

## Pugili(1)
- Ezzard Charles, pugile statunitense (Lawrenceville, n. 1921 - Chicago, † 1975)

## Rapper(1)
- Streetlife, rapper statunitense (New York)

## Sceneggiatori(1)
- Larry Charles, sceneggiatore e regista statunitense (New York, n. 1956)

## Scienziati(1)
- Jacques Alexandre César Charles, scienziato e inventore francese (Beaugency, n. 1746 - Parigi, † 1823)

## Scrittrici(1)
- Mary Carmel Charles, scrittrice australiana (Beagle Bay, n. 1912 - Derby, † 1999)

## Showgirl(1)
- Amy Charles, showgirl e cantante britannica (Cardiff, n. 1970)

## Tenniste(1)
- Lesley Charles, ex tennista britannica (Worcester, n. 1952)

## Tennisti(1)
- Joseph Charles, tennista statunitense (Boonville, n. 1868 - St. Louis, † 1950)

## Umoristi(1)
- Jean-Charles, umorista e scrittore francese (Saint-Aulaye, n. 1922 - Cahors, † 2003)

## Velociste(1)
- Afia Charles, velocista antiguo-barbudana (Greenbelt, n. 1992)